# Castello di Prefoglio
Il castello Prefoglio è una fortificazione risalente al Medioevo in particolare al Quattrocento, di cui oggi sono visibili soltanto alcuni ruderi.
Esso è sito nel comune di Muccia nella frazione Massaprofoglio, in provincia di Macerata, nelle Marche.
Il baluardo venne eretto dai signori Da Varano di Camerino in difesa dei mulini presenti nel territorio  circostante adibiti alla lavorazione delle granaglie.